# Leśniewo Górne
Leśniewo Górne – wieś sołecka w Polsce położona w województwie mazowieckim, w powiecie ciechanowskim, w gminie Grudusk.
W roku 1827 wieś liczyła 11 domostw i 78 mieszkańców.
W latach 1975–1998 miejscowość administracyjnie należała do województwa ciechanowskiego.